# Любомир Розенщайн
Любомир Розенщайн е български журналист, писател, духовен учител и визуален артист.

## Биография и творчество
Роден е на 27 септември 1967 г. В София. Завършва Софийска математическа гимназия. В годините в гимназията публикува стихотворения и есета в култовото сред учениците тогава списание „Родна реч“, активно сътрудничи на вестниците „Средношколско знаме“ и „Ехо“.
През 1989 г. завършва журналистика в Софийски университет „Св. Климент Охридски“. Публикува в столични издания, преди всичко на екологична и природозащитна тематика, води рубриката „Екология“ в БНТ, през 1991 г. инициира за първи път в страната движение за зелен етикет на природосъобразните стоки – „ОК зелен етикет“. Създава първото радиопредаване за домашни любимци – „За кучета и котки“ в радио FM плюс. През 90-те години работи като журналист в столични всекидневници и повече от пет години е репортер, редактор и водещ в програма „Хоризонт“ на Българското национално радио. Тогава създава и за първи път в България Институт за личностно развитие и провежда първите семинари по Невролингвистично програмиране (НЛП) .
През 1992 г. издава стихосбирката „Песни и стихотворения“ заедно с Николай Тотев – с първата премиера на книга на открито в София, на площад „Славейков“, по това време на практика единственото място в града, където се продават книги. Николай Тотев, талантлив сатирик и поет, не понася тъмните години на прехода и малко след това слага край на живота си.
Любомир Розенщайн. завършва магистърска програма по клинична социална работа в Нов български университет, пише работа за приложението на Невролингвистичното програмиране (НЛП) в борбата с дистреса. По-нататъшните му търсения в областта на личностното развитие го отвеждат както в храмове и духовни общности в Хималаите, така и при водещи фигури в областта на приложната психология в западния свят. Учи при съоснователя на НЛП Ричард Бендлър и световноизвестния хипнотизатор Пол Маккена и в продължение на годините оформя личния си метод като представител на възникващото на прага на хилядолетията ново направление в областта на себепознанието – духовната психология, събираща в себе си древните познания за вселенските закони на мирозданието и наученото чрез изследванията на човешкото поведение в последното столетие.
През 2006 г. обобщава събрания опит в книгата си за вътрешното търсене „Розовите очила на душата“, публикувана най-напред на български език в САЩ и през 2008 г. на английски език в Индия, където се посреща с голям интерес. През 2011 г. издателство „Колибри“ довежда книгата и до читателската публика в България.
Също през 2006 г. Любомир Розенщайн основава Радиото за личностно развитие ChangeWire и започва да създава аудиопрограми, адресирани директно към несъзнаваното. Новият формат използва думите не за да информира и коментира, а за да поражда преживявания и съпровожда слушателя в често трудния път към изследване и промяна на вътрешните състояния за по-добър живот.
През 2010 г. следва и поетичният сборник „Оранжево сърце“, а през 2013 г. бива публикувана „Планетата на щастието: думи за медитация“ – книга за вътрешната сила и нейния източник дълбоко във всеки от нас.. През 2017 г. в поредицата „Духовност и самоусъвършенстване“ на издателство „Колибри“ следва книгата му „Вътрешният лечител. Пътят на Йога: спокойствие, здраве, благополучие и живот в XXI век“
Любомир Розенщайн е лицензиран магистър по Невролингвистично програмиране (Licensed Master Practitioner of Neuro–Linguistic Programming) от Ричард Бендлър и Обществото по невролингвистично програмиране (The Society of Neuro –Linguistic Programming TM). Йога Ачаря на Международния Швананда Йога Веданта център. Автор на много програми за водена медитация, дълбока релаксация и йога нидра (част от които издадени и като компакт-дискове), на статии и семинари за психология, личностно развитие, йога и тантра. От 2011 г. сътрудничи активно на списание „Йога за всички“ . От 2010 г. публикува почти всекидневно своите фотографски работи в социалните мрежи и през пролетта на 2014 година в София открива първата си самостоятелна изложба „Рила. Живата планина.“ , през септември 2015 – изложбата си „Дърво от вечност“ ; през октомври 2016 – изложбата „Планетата на щастието“ , има участия в колективни изложби.

## Дискография
- „Планетата на щастието“ (2007)
- „Вътрешният лечител“ (2008),
- „Реинкарнация“ (2008),
- „Йога нидра“ (2008)
- „Йога нидра II“ (2009),
- „Игра на любов“ (2009),
- „Събуждане на чакрите“ (2010),
- „Пранаяма – жизнена енергия чрез осъзнато дишане“ (2014),
- „Високата синя планина“ (2014),
- „Събуждане на космоса“ (2015)
- „Освобождаване от обидата“ (2016)
- „Пътешествие към себе си – пробуждане на себе си“ (2016)